# Христо Цанев
Христо Н. Цанев е български възрожденски учител, деец на българската просветна борба.

## Биография
Христо Цанев е роден в поморавския град Лесковац в 1864 година. Завършва педагогика и психология в Загребския университет. Започва работа в Кюстендилското педагогическо училище и в 1888 година го оглавява като същевременно преподава педагогика, дидактика и история на педагогиката. Като директор Цанев увеличава курса на обучение на 3 години и открива „Образцово училище“ с 4 отделения, в което бъдещите учители практикуват. Цанев прави от метеорологичната наблюдателница на училището хидро-метеорологична станция и отпуска пари за лекуване на всички бедни външни ученици. Прави предложение до Министерството на народното просвещение за избраното от общината място за строеж на нова училищна сграда.
Цанев превежда първата част на Педагогията на Стефан Басаричек. След края на учебната 1888/1889 година се мести в Сливенското трикласно училище като първостепенен учител. По-късно е назначен за окръжен училищен инспектор в Кюстендилско.